# اولزیت (بایان‌خونگور)
اولزیت (به لاتین: Ölziit) یک منطقهٔ مسکونی در مغولستان است که در استان بایان‌خونگور واقع شده‌است. اولزیت ۳٬۸۵۳ کیلومتر مربع مساحت دارد.